# کوپر تی۵۷
کوپر تی۵۷ (انگلیسی: Cooper T57) یک خودروی مسابقه‌ای فرمول یک است که توسط کوپر کارز در دهه ۱۹۶۰ تولید شد. این خودرو توسط Owen Maddock و Roy Salvadori طراحی شده بود و از یک موتور ۱٫۵ لیتری Coventry Climax استفاده می‌کرد.
T57 اولین حضور خود را در گرندپری موناکو در سال ۱۹۶۲ انجام داد و توسط بروس مک لارن به پیروزی رسید. در آن سال در دو مسابقه دیگر پیروز شد، جایزه بزرگ بریتانیا و جایزه بزرگ ایالات متحده.
T57 به دلیل طراحی نوآورانه‌اش که راننده را در حالت خمیده قرار می‌داد تا کشش آیرودینامیکی را کاهش دهد، مشهور بود. این طراحی بعداً توسط بسیاری دیگر از اتومبیل‌های مسابقه ای آن دوره مورد استفاده قرار گرفت.
به‌طور کلی، کوپر T57 یک خودروی مهم در تاریخ مسابقات فرمول یک بود و به تعیین استاندارد برای طراحی خودروهای مسابقه ای مدرن کمک کرد.